# Vesce (Horní Stropnice)
Vesce (německy Dörfles) je samota, část obce Horní Stropnice v okrese České Budějovice v Jihočeském kraji. Nachází se asi 3,5 kilometru západně od Horní Stropnice. Vesce leží v katastrálním území Meziluží o výměře 7,22 km².

## Historie
První písemná zmínka o vesnici pochází z roku 1541.

## Obyvatelstvo
| Rok            | 1869 | 1880 | 1890 | 1900 | 1910 | 1921 | 1930 | 1950 | 1961 | 1970 | 1980 | 1991 | 2001 | 2011 | 2021 |
| -------------- | ---- | ---- | ---- | ---- | ---- | ---- | ---- | ---- | ---- | ---- | ---- | ---- | ---- | ---- | ---- |
| Počet obyvatel | 83   | 73   | 76   | 81   | 84   | 74   | 72   | 25   | 27   | 5    | 0    | 0    | 0    | 0    | 4    |
| Počet domů     | 13   | 13   | 14   | 14   | 14   | 13   | 15   | 13   | 13   | 1    | 0    | 0    | 0    | 0    | 3    |

## Obecní správa
Při sčítání lidu v letech 1850–1869 Vesce byla osadou obce Božejov v okrese Kaplice. V letech 1869–1930 byla osadou obce Žumberk v okrese Kaplice. V letech 1930–1950 byla osadou obce Svébohy v okrese Trhové Sviny. Od 4. května 1950 do 11. června 1960 byla osadou obce Chlupatá Ves, se kterým patřila nejprve do okresu Trhové Sviny, ale od roku 1960 v okrese České Budějovice. Od 12. června 1960 do 30. června 1980 byla částí obce Horní Stropnice v okrese České Budějovice. Od 1. července 1980 do 30. dubna 2003 byla samota úředně zrušena a jako část obce Horní Stropnice byla obnovena 1. května 2003.